# Kyrkogatan, Göteborg

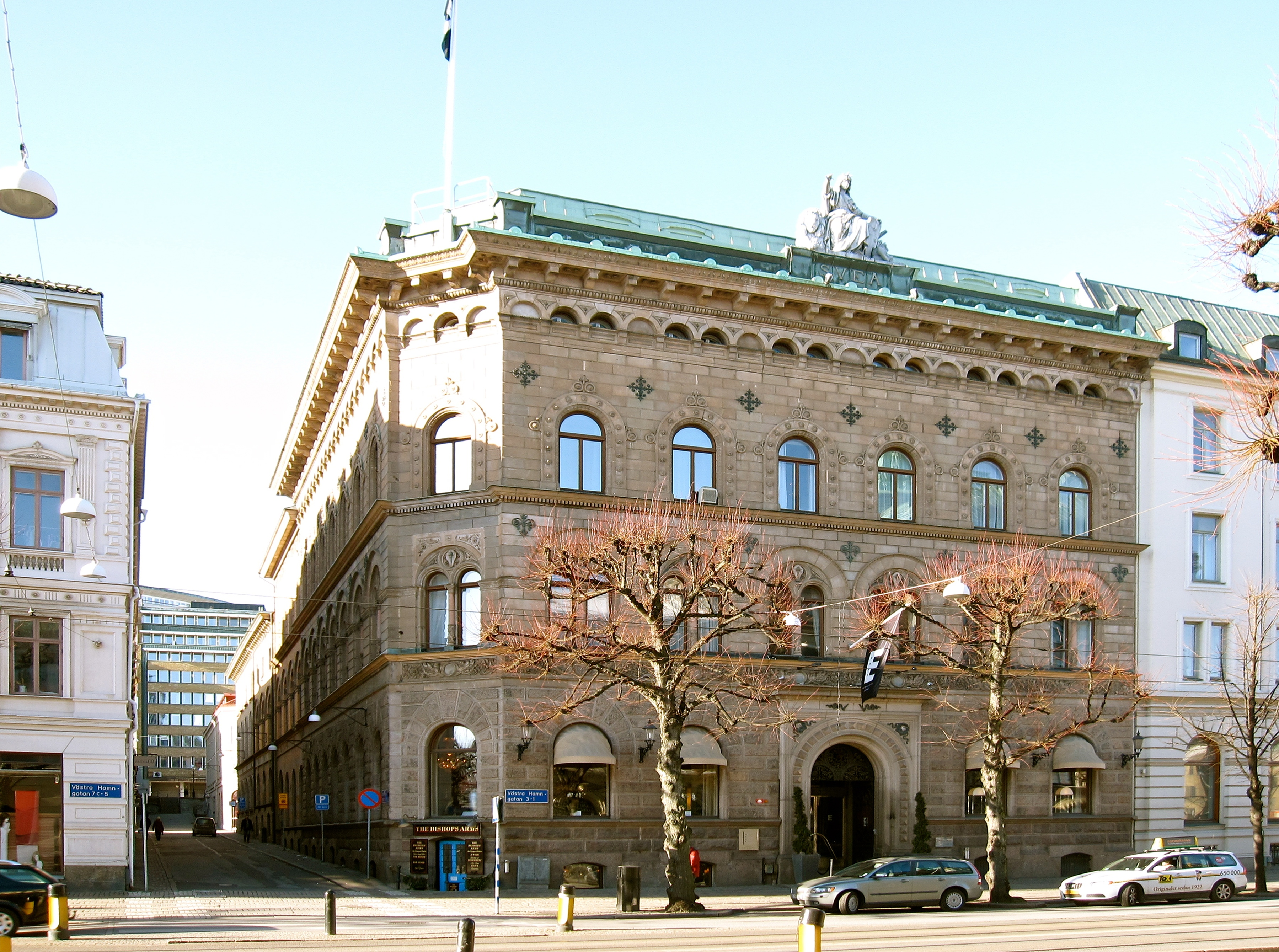
Kyrkogatan mot väster från samma plats.

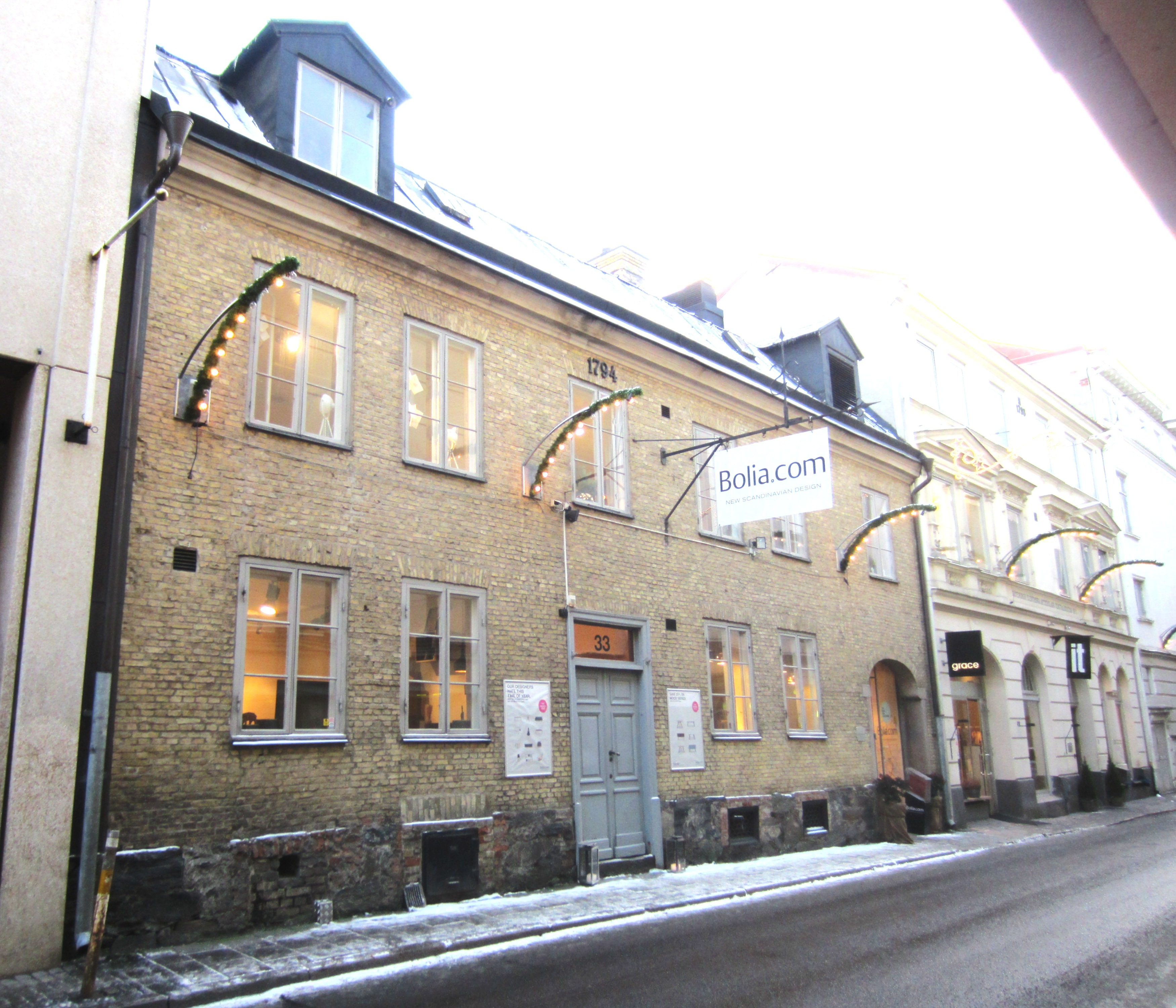
Kyrkogatan 33 är byggt omkring 1794 och ett av C. W. Carlbergs typhus för hantverkare.

Kyrkogatan är en gata i stadsdelen Inom Vallgraven i centrala Göteborg. Gatan är drygt 600 meter lång, sträcker sig mellan Ekelundsgatan 10 och Östra Larmgatan 7. Den är numrerad från 1 till 60, och går parallellt med de större Kungsgatan i söder och Drottninggatan i norr.
Namnet Kyrkogatan fastställdes troligen redan vid Göteborgs grundläggning 1621 (Kyrkiogatun), efter sitt läge förbi Domkyrkan. Gamla Kyrkogatan var länge namnet på nuvarande Kronhusgatan, då stadens äldsta begravningsplats var belägen vid foten av Kvarnberget, väster om Kronhuset vid tomt nr 6 i hörnet av nuvarande Torggatan – som då kallades för Kyrkogårdsgränden – och Sillgatan (nuvarande Postgatan).